# بلوواتر (آریزونا)
بلوواتر (به انگلیسی: Bluewater) یک منطقهٔ مسکونی در ایالات متحده آمریکا است که در شهرستان لاپاز، آریزونا واقع شده‌است. بلوواتر ۶٫۱۸ کیلومتر مربع مساحت و ۷۳۰ نفر جمعیت دارد و ۱۲۳ متر بالاتر از سطح دریا واقع شده‌است.